# رينولد ميسنر
رينولد ميسنر (بالألمانية: Reinhold Messner)‏ (من مواليد 17 سبتمبر 1944 في مقاطعة بولسانو) هو متسلق جبال ومغامر ومستكشف إيطالي.
نشأ رينولد في بولسانو، واللغة الأم له هي الإيطالية والألمانية، ويتحدث الإنجليزية بطلاقة.في بداية حياته تسلق جبال الألب وعشق دولوميت.